# 瑪麗皇后二號
瑪麗皇后2號（英語：Queen Mary 2）是一艘度假游轮；根据冠达公司公开资料，这艘船多以“Cruise”称呼，且并未被冠以“皇家邮政船”的前缀。该船由嘉年華集團所持有，由丘纳德航运公司營運。
瑪麗皇后二號是由伊麗莎白二世以特克的瑪麗（伊麗莎白二世祖母）的名字來命名，名稱的來源與瑪麗皇后號一樣。在2003年建造的時候，瑪麗皇后II號被公認為世界上最長、最寬和最高的客船。她亦曾是總噸位最大的客輪，達到148,528英噸。2006年4月這個紀錄被由皇家加勒比國際公司建造，總噸位數達154,407噸的游轮海洋自由號（Freedom of the Seas）取代。瑪利皇后號從2004年開始行駛從南安普敦到紐約的航線只是一個延續公司傳統文化的特色旅遊產品，遠洋班輪已經被歷史淘汰。

## 特徵
瑪麗皇后II號是丘纳德航运公司現時的旗艦，她主要的職責是接替自1969年至2004年以來用來橫渡大西洋的丘纳德航运旗艦伊利沙白皇后II號。第一艘瑪麗皇后號客船由1936年到1967年都用來橫渡大西洋。
皇家郵政船（RMS）是“皇家邮政船”（Royal Mail Ship），常作为远洋班轮的前缀，但根据官网信息这艘船并没有冠以该前缀。
此外Royal Mail Ship不應按照字面順序譯作“皇家郵輪”，應譯作“皇家郵政船”，因為Royal Mail是皇家郵政公司的專屬名詞，不可折開，英語中沒有Mail Ship形容大型客船的用法。
若將Royal Mail Ship按照字面順序譯作“皇家郵輪”，好比將How old are you譯作“怎麼老是你”，將嚴重偏離原意。

## 歷史

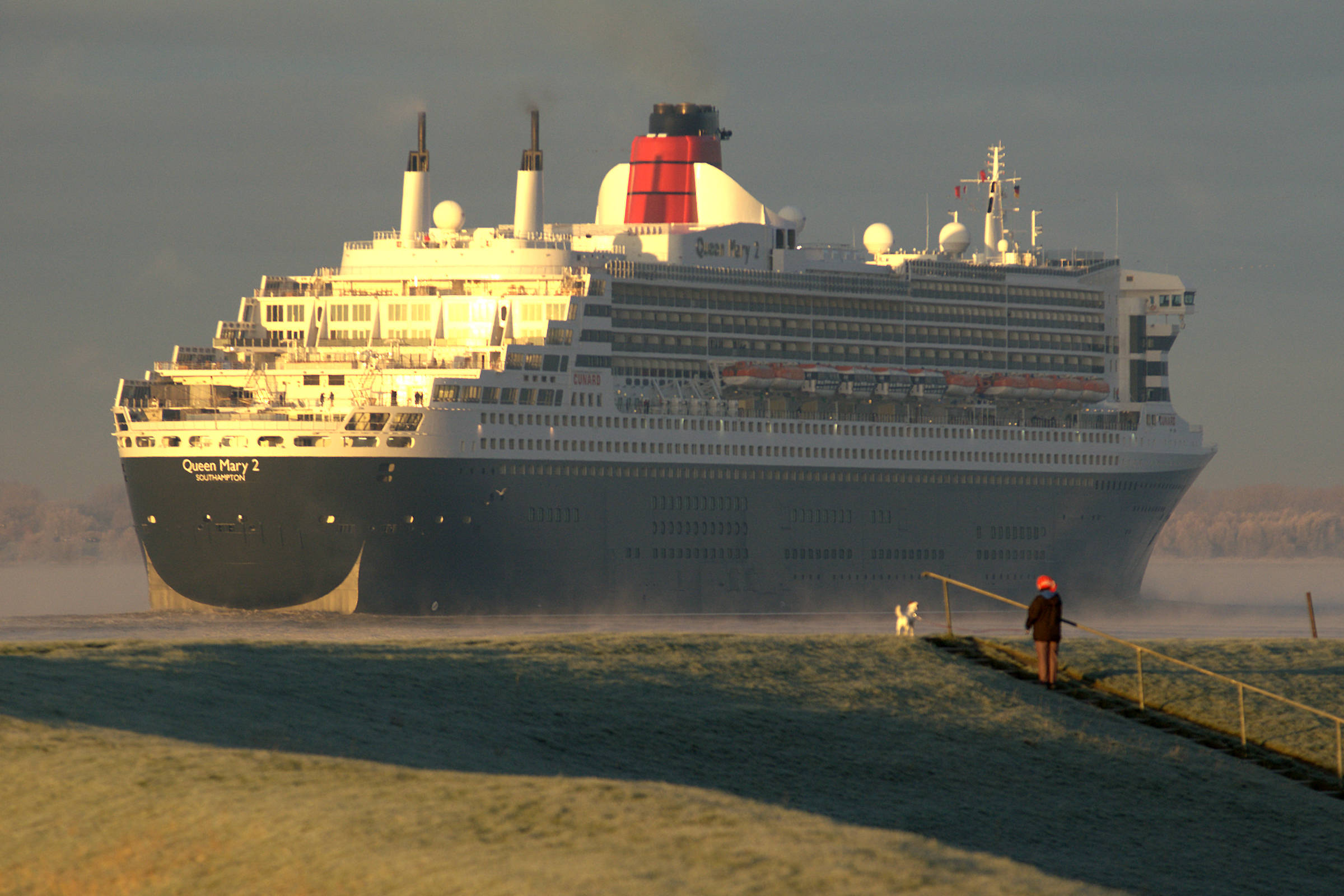
2005航行於易北河

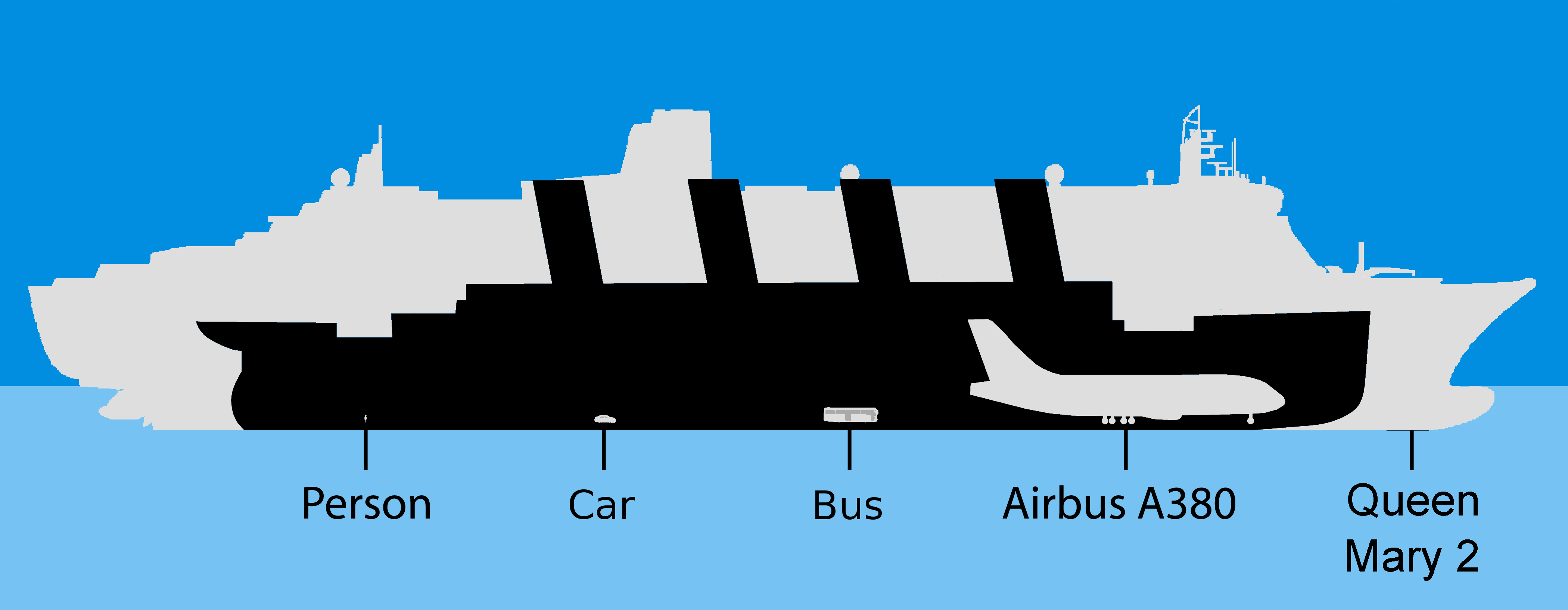
瑪麗皇后二號與其它交通工具之大小比較。圖中黑色剪影為鐵達尼號

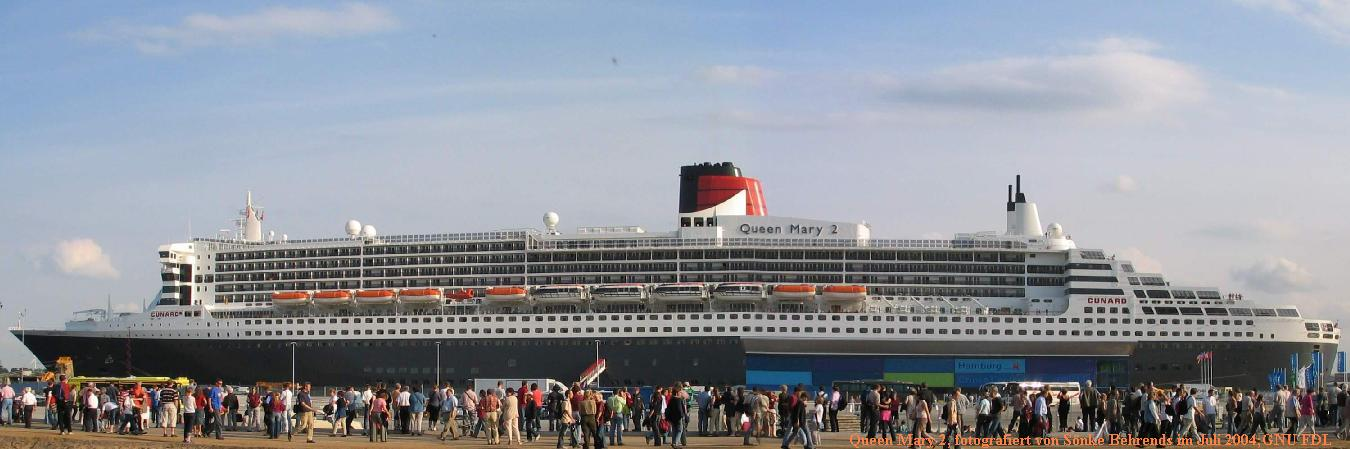
瑪麗皇后二號全貌

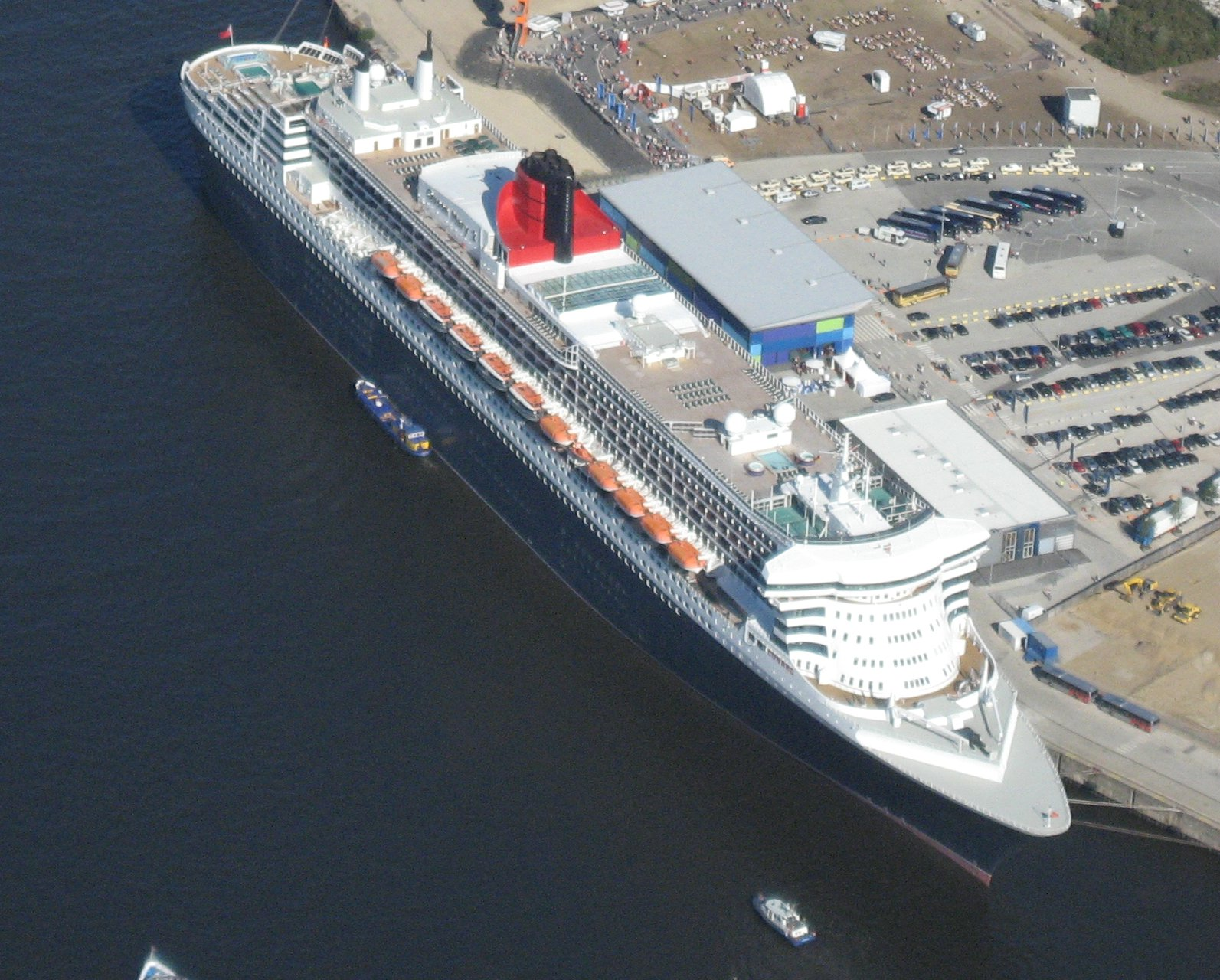
停泊於德國漢堡

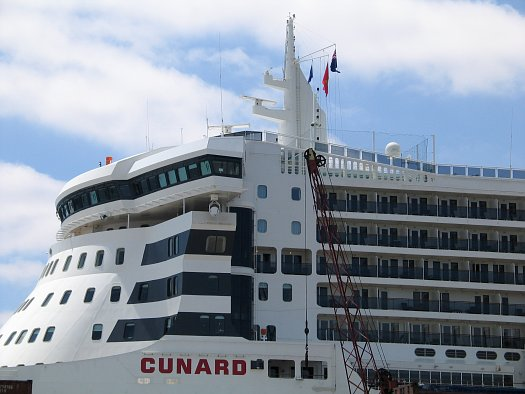
艦橋

### 構思與建造
瑪麗皇后II號，21世紀最大的游轮的構想，來自丘纳德公司的母公司Carnival Corporation & plc首席執行官Mickey Arison。他曾經說: 「Carnival購買丘纳德的目的，是要創造瑪麗皇后II號，而不是相反。」
1998年12月10日，丘纳德邀請以下造船厰競投：
- 北愛爾蘭的Harland and Wolff
- 挪威的Aker Kværner
- 義大利的Fincantieri
- 德國的Meyer Werft
- 法國的Chantiers de l'Atlantique

如果立刻開始建造，原本可望在2002年投入服務。但卡纳德邮轮在2000年11月6日才決定將建造合約授予Chantiers de l'Atlantique（母公司是Alstom）。Chantiers de l'Atlantique的出品包括诺曼底号和SS France等輪船。
瑪麗皇后II號在2002年7月4日開始建造，2003年3月21日下水，同年12月26日在修咸頓付運給丘纳德，2004年1月8日由英女皇伊丽莎白二世命名，是为了致敬丘纳德公司的玛丽皇后号。

### 航行
- 2004年1月12日：瑪麗皇后II號開始她的處女航，在有恐怖威脅的威嚴密保安下載著2,620名乘客，由英國修咸頓航行至美國佛羅里達州勞德代爾堡。
- 2007年1月10日：瑪麗皇后II號開始她首次81日的環球航行。
- 2007年2月20日清晨5時42分：2至3架傳媒直升機和上百艘雪梨市民駕駛的大小船隻，出海護送這艘游轮進入澳洲悉尼港，數以千計市民走到岸邊揮手歡迎，她最後停泊在HMAS Kuttabul澳洲皇家海軍基地。下午7時，伊丽莎白女王二号進入悉尼港，準備停泊在環形碼頭，在悉尼海港大橋前與瑪麗皇后II號互相響號歡迎。一整天，市民為一睹2艘姊妹船的風姿，導致悉尼港灣大橋和澳紐軍團大橋大塞車。這是超過60年以來，首次有2艘卡纳德邮轮遠洋客船在同一時間造訪悉尼，上一次是1941年，當時伊利沙伯皇后號和瑪麗皇后號充當軍艦駛進雪梨港，預備將澳洲軍人帶上戰場。至晚上11時，悉尼港放煙花慶祝這特別慶典，同一時間瑪麗皇后II號離開悉尼開往下一站香港。[3][4][5][6][7][8]
- 2007年2月28日：瑪麗皇后II號抵達香港，由於長度超過海運大廈的容許度，需要停泊在五號貨櫃碼頭。晚上，瑪麗皇后II號駛進維多利亞港，讓乘客欣賞「幻彩詠香江」鐳射燈光音樂表演後駛往下一站新加坡。[9]

## 規格

### 引擎與推進系統
瑪麗皇后二號上有4台16氣缸Wärtsilä 16V46C海洋環保柴油引擎發電機，共發出67,200千瓦電力；也有2台通用電氣LM2500+燃氣渦輪引擎（在煙囪後下方），共發出50,000千瓦。這種結合引擎安排被稱為柴燃联合动力方式（CODAG），低速時柴油機能提供較經濟的動力來源，高速時與高功率的燃氣渦輪機並聯輸出。瑪麗皇后二號是第1艘利用CODAG發電的客輪。第1艘利用燃氣渦輪引擎發電系統的客輪是1977年建成的芬蘭渡輪Finnjet。
跟大多數的現代郵輪一樣，瑪麗皇后二號為電力推進，柴油主機與燃氣渦輪主機分別推動4台21,500千瓦阿爾斯通发電機，為4台勞斯萊斯美人魚（Mermaid）吊艙式推進器提供電力。每台推進器駁上一個前向式低震動瑞典Kamewa螺旋槳。每一塊螺旋片都是個別地裝上。瑪麗皇后二號上的前方甲板有8片後備螺旋片。前置的一對是固定的，後置的一對可以360度轉向，亦有一個槳舵。瑪麗皇后二號是自1961年的法國號SS France以來，第1艘有4個螺旋槳的客輪；另外，船首兩側各有3具船首推進器。
同樣由於船為電力推進，主機安裝不再受制於傳動軸的位置，瑪麗皇后二號的燃氣渦輪主機裝設在煙囪底部一個獨立、有隔音設備的空間裡，跟傳統配置差異很大。

## 相關
- 船舶碼頭
- 世界之最
- 海洋自由號
- 海洋迎風號